# Memnonia Fossae
Memnonia Fossae és una estructura geològica del tipus fossa a la superfície de Mart, situada amb el sistema de coordenades planetocèntriques a -19.11 ° de latitud N i 220.26 ° de longitud E. Fa 1.585,28 km de diàmetre. El nom va ser fet oficial per la UAI l'any 1973 i pren el nom d'una característica d'albedo.